# Aethionema maraschicum
Aethionema maraschicum är en korsblommig växtart som beskrevs av Peter Hadland Davis. Aethionema maraschicum ingår i släktet Aethionema och familjen korsblommiga växter. Inga underarter finns listade i Catalogue of Life.